# Pech (Ariège)
Pech (okzitanisch: Puèg) ist eine französische Gemeinde mit 37 Einwohnern (Stand 1. Januar 2022) im Département Ariège in der Region Okzitanien (bis 2015 Midi-Pyrénées). Sie gehört zum Arrondissement Foix und zum Gemeindeverband Haute Ariège. Die Bewohner werden Péchois genannt.

## Geografie

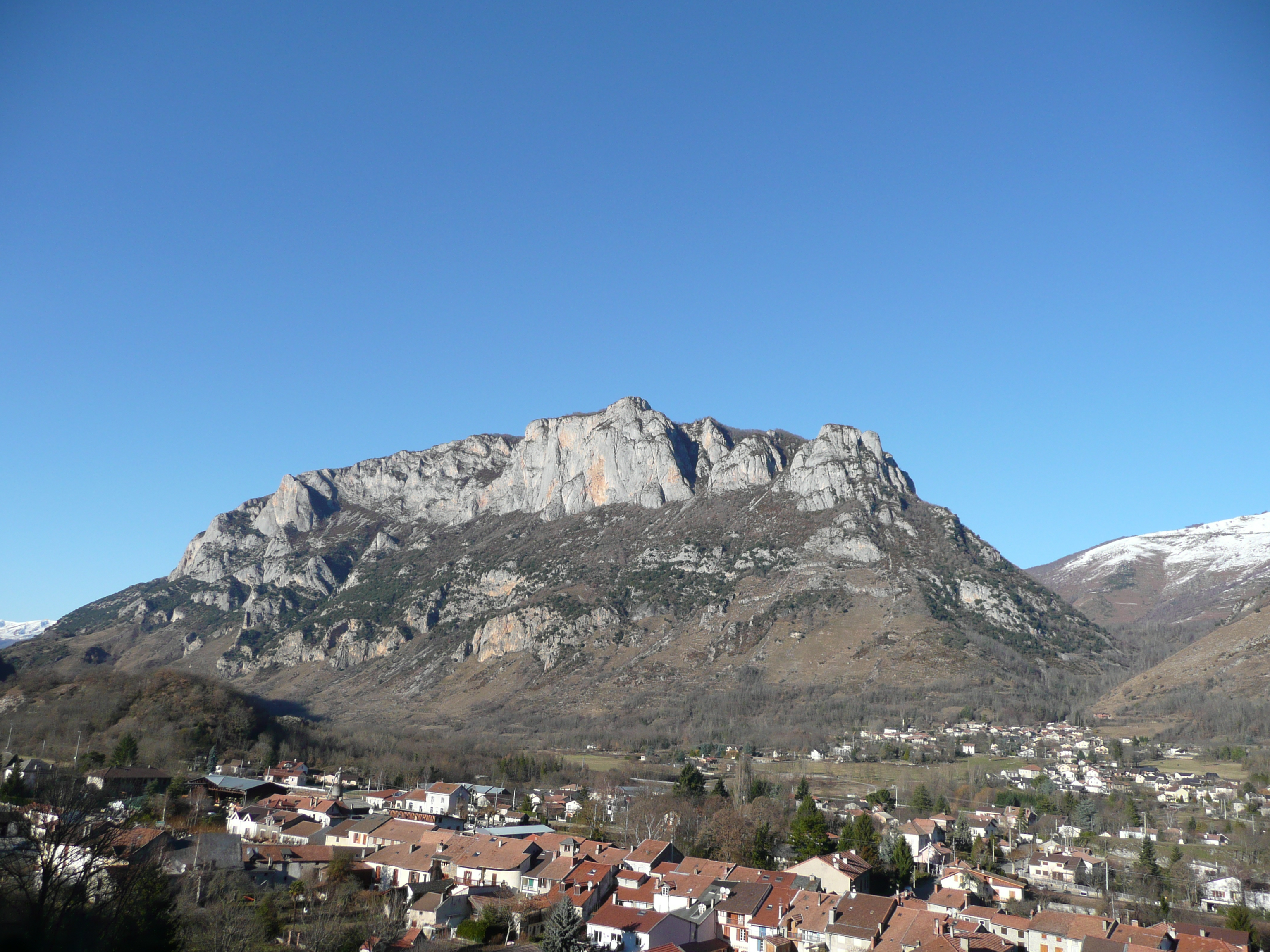
Blick über Pech (unten im Vordergrund) und Les Cabannes zum Felsmassiv Quié jenseits des Ariègetales

Die Gemeinde Pech liegt in den Pyrenäen, 20 Kilometer südlich von Foix und etwa 23 Kilometer nördlich der Grenze zu Andorra. Das 4,81 km² umfassende Gemeindegebiet schließt unmittelbar südlich an die Gemeinde Les Cabannes oberhalb des Flusses Ariège an. Das Gemeindeareal zieht sich schlauchförmig vier Kilometer nach Süden in Richtung Pyrenäenkamm. Dabei wird am Südende auf dem Gipfel des Sarrat des Auzels mit 1738 Metern über dem Meer der höchste Punkt erreicht. Ein weiterer Gipfel in der bewaldeten Hochgebirgskulisse ist der Pierrefitte (1606 m). In den Bergen südlich des Dorfes Pech gibt es zwei für Besucher unzugängliche Höhlen. Pech grenzt an die Nachbargemeinden Les Cabannes im Norden, Albiès im Osten, Aston im Südwesten und Westen sowie Château-Verdun im Nordwesten.

## Bevölkerungsentwicklung
| Jahr      | 1962 | 1968 | 1975 | 1982 | 1990 | 1999 | 2010 | 2021 |
| Einwohner | 63   | 48   | 30   | 21   | 27   | 34   | 46   | 37   |

In den Jahren 1831 und 1836 wurde mit je 240 Bewohnern die bisher höchsten Einwohnerzahlen ermittelt. Die Zahlen basieren auf den Daten von cassini.ehess und INSEE.

## Sehenswürdigkeiten

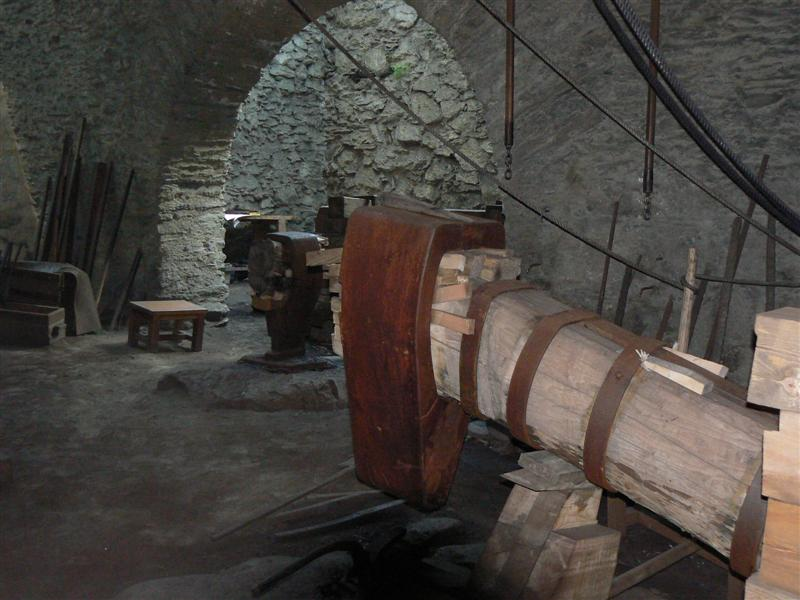
Alte Schmiede

In Pech gibt es keine Kirchen und Kapellen. Für die Seeölsorge ist die Kirche Saint-Martial in der Nachbargemeinde Les Cabannes zuständig.
- Berghütte La cabane de Pierrefitte (auf 1500 m)
- Berghütte La cabane de Mounégou (auf 1700 m)
- Alte Schmiede
- Flurkreuze

## Wirtschaft und Infrastruktur
Die Lage im Hochgebirge macht Ackerbau unmöglich. In Pech ist ein Landwirtschaftsbetrieb im Haupterwerb ansässig, der auf wenigen Rodungsinseln Rinderhaltung betreibt.
Durch die nördlich anschließende Gemeinde Les Cabannes verläuft die RN 20 / E 9 von Tarascon-sur-Ariège nach Puigcerdà in Katalonien; parallel dazu die Bahnstrecke Portet-Saint-Simon–Puigcerdà mit einem Haltepunkt in Les Cabannes. Die Gebirgsstraße D 522 erschließt das südliche Gemeindegebiet auf dem Weg zum Skiressort auf dem Plateau de Beille, das schon mehrfach Etappenziel der Tour de France war.

## Belege
1. ↑  Pech auf cassini.ehess
2. ↑  Pech auf insee.fr
3. ↑  Landwirtschaftsbetrieb auf annuaire-mairie.fr (französisch)